# یواس‌اس ویرجینیا (اس‌پی-۱۹۶۵)
یواس‌اس ویرجینیا (اس‌پی-۱۹۶۵) (به انگلیسی: USS Virginia (SP-1965)) یک کشتی بود که طول آن ۶۱ فوت (۱۹ متر) بود. این کشتی در سال ۱۹۰۲ ساخته شد.